# Eutichuridae
Eutichuridae es una familia de arañas araneomorfa.Se creía que su picada podía ser peligrosa para los humanos, pero esta falsa hipótesis ha sido descartada.  La familia se distribuye por casi todo el mundo, excepto las regiones polares.
Más de la mitad de las 308 especies de esta familia, pertenecen al género Cheiracanthium, que había sido incluido inicialmente en la familia Clubionidae y luego en Miturgidae. Ese género, de amplia presencia en África, por ejemplo en los campos de algodón de Egipto, se discute si estaba originalmente presente solo en el Viejo Mundo y si las especies presentes en América son todas introducidas. En Estados Unidos hay dos especies, ambas introducidas.
Son depredadores beneficiosos para la agricultura y Cheiracanthium inclusum, está más estudiada que otras especies, con respecto a su papel en el control de plagas de insectos en el suroeste de los Estados Unidos y se sabe que esta especie no es muy peligrosa para los humanos.

## Clasificación
Se reconocen las siguientes según el World Spider Catalog:
- Calamoneta Deeleman-Reinhold, 2001 - Sumatra, Java
- Calamopus Deeleman-Reinhold, 2001 - Tailandia, Indonesia
- Cheiracanthium C. L. Koch, 1839 - Región holártica, África, Australia
- Cheiramiona Lotz & Dippenaar-Schoeman, 1999 - África
- Ericaella Bonaldo, 1994 - desde América meridional a Panamá
- Eutichurus Simon, 1897 - desde América meridional a Costa Rica; India
- Lessertina Lawrence, 1942 (Transferido aquí desde la familia Corinnidae, según Ramírez en 2014)[2] - Sudáfrica
- Macerio Simon, 1897 - Chile, Argentina
- Radulphius Keyserling, 1891 - Brasil, Guyana
- Strotarchus Simon, 1888 - desde USA a México, Costa Rica, Brasil; Pakistán
- Summacanthium Deeleman-Reinhold, 2001 - Célebes
- Tecution Benoit, 1977 - Isla de Santa Helena